# Rudina
 Ovo je glavno značenje pojma Rudina. Za druga značenja pogledajte Rudina (razdvojba).
Rudina je naselje na otoku Hvaru, 2 km sjeverno od Starog Grada. Selo se dijeli na Rudinu Velu (ili Rudina Gospodinova) i Rudinu Molu.
Tijekom zime u selu živi mali broj stanovnika. Dio stanovnika su autohtoni Hvarani, a zadnjih godina sve je više doseljenika iz BiH. 
Najčešća prezimena u selu su Dulčić (Rudina Vela) i Šoljan (Rudina Mola).
Iz Rudine se za 10 minuta hoda kroz šumu može sići u predivne uvale (Žukova, Lisna, Duboka...) na sjevernim obalama Hvara.
Na ulazu u Rudinu Velu je i pogon za preradu ribe.

## Povijest
Rudina Vela je osnovana doseljavanjem jedne obitelji Dulčić iz Brusja, a Rudina Mola doseljavanjem Šoljana iz Gdinja. 

## Šport
U Rudini je djelovao nogometni klub Rudina.

## Stanovništvo
U popisu iz 1869., podatci su sadržani u naselju Stari Grad. Od 1880. do 1910. i od 1953. do 1971. iskazano je kao naselje-područje. U 1857. je dio podataka sadržan je u naselju Stari Grad.
| broj stanovnika | 187   |       | 260   | 280   | 337   | 279   | 279   | 228   | 182   | 164   | 112   | 73    | 40    | 35    | 54    | 70    | 79    |
|                 | 1857. | 1869. | 1880. | 1890. | 1900. | 1910. | 1921. | 1931. | 1948. | 1953. | 1961. | 1971. | 1981. | 1991. | 2001. | 2011. | 2021. |

## Poznate osobe
- Jadranka Fatur, hrvatska umjetnica hiperrealistica, po majci je podrijetlom iz Rudine.

## Znamenitosti
- Ruralna cjelina Mala Rudina, zaštićeno kulturno dobro